# 1749 en philosophie
Chronologie de la philosophie
- 1745
- 1746
- 1747
- 1748
- 1749
- 1750
- 1751
- 1752
- 1753

L’année 1749 a été marquée, en philosophie, par les événements suivants :

## Publications
- David Hartley (philosophe) publie son principal ouvrage intitulé Observations on Man, his Frame, his Duty, and his Expectations, trois ans après l'Essai sur l'origine des connaissances humaines d'Étienne Bonnot de Condillac.

- Emanuel Swedenborg : début de la publication de Arcanes célestes (Arcana Caelestia, quae in Scriptura Sacra, seu Verba Domini, sunt detecta, ouvrage publié à Londres, en latin et en 8 volumes, entre 1749 et 1796. Traduction française J. F. E. Le Boys des Guays, Arcanes célestes qui sont dans l'Écriture sainte, ou La parole du Seigneur avec les merveilles qui ont été vues dans le monde des esprits et dans le Ciel des anges, 16 volumes, dont les cinq premiers sont réédités. Exégèse de la genèse et de l’exode bibliques, avec références à tout l’ancien et le nouveau testament sur trois plans : historique, psychologique et sacré. Développement de la régénération de l’être humain en parallèle avec la glorification de Jésus Christ. États d’âme et tentations de l’individu de Jésus-Christ qui en est l’archétype.